# Arabineura khalidi
Arabineura khalidi là một loài chuồn chuồn kim thuộc họ Protoneuridae. Loài này có ở Oman và Các Tiểu Vương quốc Ả Rập Thống nhất. Môi trường sống tự nhiên của chúng là sông ngòi. Chúng hiện đang bị đe dọa vì mất môi trường sống.